# 鶴岡博
鶴岡 博（つるおか ひろし、1939年10月19日 - 2017年12月16日）は日本の実業家である。横浜スタジアム開設に尽力し、横浜のジャズ文化の発展にも貢献した。

## 来歴
1939年（昭和14年）10月19日、横浜市中区末吉町に生まれる。小学校低学年の頃、隣接する若葉町に終戦後にできた米軍飛行場の整備庫から流れてきた音楽が、ジャズに接するきっかけとなった。中学・高校では野毛のジャズ喫茶「ダウンビート」をよく訪れた。
1964年に日本大学を卒業。1965年に若葉運輸常務取締役、1976年には同社代表取締役社長に就任した。
1970年代後半、当時川崎球場を本拠地していたプロ野球球団「大洋ホエールズ」（のちの横浜DeNAベイスターズ）の横浜への移転の話が持ち上がると、商店街などを回りオーナーズシートの提供を条件に出資を集め、球場建設に向けた資本金20億円を2週間で調達した。ホエールズの新本拠地となる横浜スタジアムは1978年にオープン。2000年から2014年にかけての14年間、鶴岡は球場の運営を行う株式会社横浜スタジアムの社長を務めた。
港町横浜には外国人が集まり、最盛期の昭和30年代後半にはいくつものナイトクラブやキャバレーでバンドが活躍した。しかし1964年の東京オリンピックを機に外資系企業が東京に移るなど、「横浜らしさ」が次第に失われていくことを憂慮していた。1984年9月、関内・相生町の若葉運輸ビルにジャズライブレストラン「Bar Bar Bar」を開店。店名は、スロットマシンの［Bar］の図柄が3つ揃うフィーバーの目から名付けられた。1991年には30人の有志を集め横浜JAZZ協会を発足。1993年からは例年10月に横浜ジャズプロムナードを開催している。
2017年12月16日に死去。享年78。2018年3月17日には、学校法人岩崎学園理事長の岩崎幸雄が発起人となり、約900人が参列して横浜スタジアムで「鶴さんを送る会」が執り行われた。